# Liste der Biografien/Heis
Liste der Biografien |
Portal Biografien |
Personensuche
# |
A |
B |
C |
D |
E |
F |
G |
H |
I |
J |
K |
L |
M |
N |
O |
P |
Q |
R |
S |
T |
U |
V |
W |
X |
Y |
Z |
?
 
Ha |
Hd |
He |
Hi |
Hj |
Hk |
Hl |
Hm |
Hn |
Ho |
Hr |
Hs |
Ht |
Hu |
Hv |
Hw |
Hy
 
Hea |
Heb |
Hec |
Hed |
Hee |
Hef |
Heg |
Heh |
Hei |
Hej |
Hek |
Hel |
Hem |
Hen |
Heo |
Hep |
Heq |
Her |
Hes |
Het |
Heu |
Hev |
Hew |
Hex |
Hey |
Hez
 
Heia |
Heib |
Heic |
Heid |
Heie |
Heif |
Heig |
Heij |
Heik |
Heil |
Heim |
Hein |
Heip |
Heir |
Heis |
Heit |
Heix |
Heiz
Die Liste der Biografien führt alle Personen auf, die in der deutschsprachigen Wikipedia einen Artikel haben. Dieses ist eine Teilliste mit 279 Einträgen von Personen, deren Namen mit den Buchstaben „Heis“ beginnt.

## Heis
- Heis, Eduard (1806–1877), deutscher Mathematiker und Astronom
- Heis, Richard (* 1948), österreichischer Politiker (FPÖ), Landtagsabgeordneter in Tirol

### Heisb
- Heisbourg, François (* 1949), luxemburgisch-französischer Politikberater
- Heisbourg, Georges (1918–2008), luxemburgischer Diplomat

### Heisc
- Heisch, Michael (* 1963), Schweizer Komponist
- Heisch, Peter (1935–2019), schweizerischer Schriftsteller, Satiriker und Korrektor
- Heischkel-Artelt, Edith (1906–1987), deutsche Medizinhistorikerin
- Heischmann, Günter (1943–2022), deutscher Bibliothekar

### Heise
- Heise, Aenne (1895–1986), deutsche Fotografin
- Heisé, Albert (1899–1951), französischer Sprinter
- Heise, Albrecht (1907–1998), deutscher Sprach- und Literaturwissenschaftler
- Heise, Almut (* 1944), deutsche Malerin, Grafikerin und Hochschullehrerin
- Heise, Annemarie (1886–1937), deutsche Malerin und Grafikerin
- Heise, Arne (* 1960), deutscher Erziehungswissenschaftler und Hochschullehrer
- Heise, Bernd (* 1943), deutscher Admiral (Marine) im Ruhestand
- Heise, Bernhard Horst (1925–2015), deutscher Jurist
- Heise, Carl (* 1888), deutscher Bildhauer, Architekt und Baumeister
- Heise, Carl Georg (1890–1979), deutscher Kunsthistoriker und Museumsdirektor
- Heise, Christian (* 1936), deutscher Verleger
- Heise, Christine, deutsche Musikjournalistin
- Heise, Dieter (1918–1999), deutscher Apotheker
- Heise, Eckhard (* 1953), deutscher Schauspieler
- Heise, Elsbeth (1892–1977), deutsche Krankenschwester
- Heise, Franz (1856–1912), deutscher Bildhauer
- Heise, Franz (1891–1963), deutscher Bildhauer
- Heise, Friedrich (1819–1877), deutscher Rittergutsbesitzer und Politiker
- Heise, Friedrich Wilhelm (1791–1862), Verwaltungsjurist und Königlich Hannoverscher Landdrost
- Heise, Fritz (1866–1950), deutscher Bergbauingenieur
- Heise, Gabriele (* 1950), deutsche Hörfunkjournalistin
- Heise, Georg (1874–1945), deutscher Ingenieur und Lokomotivkonstrukteur bei der Firma Henschel und Sohn in Kassel
- Heise, Georg Arnold (1778–1851), deutscher Rechtsgelehrter
- Heise, Gerd (* 1953), deutscher Architekt
- Heise, Gerhard Wilhelm (* 1911), deutscher Urologe
- Heise, Gertraud (* 1944), deutsche Journalistin und Autorin
- Heise, Gertrud (* 1921), deutsche KZ-Aufseherin
- Heise, Gottlieb (1785–1847), deutscher Orgelbauer
- Heise, Gunter (* 1951), deutscher Unternehmer, Geschäftsführer der Rotkäppchen-Mumm Sektkellereien
- Heise, Hannelore (1941–2021), deutsche Grafikerin und Schriftkünstlerin
- Heise, Hanns Horst (1913–1992), deutscher Offizier, zuletzt Brigadegeneral der Bundesluftwaffe
- Heise, Hans-Jürgen (1930–2013), deutscher Schriftsteller
- Heise, Hans-Michael (* 1937), deutscher Kommunalbeamter, Oberkreisdirektor in Diepholz
- Heise, Harriet (* 1966), deutsche Fernseh-Journalistin und Moderatorin
- Heise, Heinrich (1599–1643), deutscher Theologe, evangelischer Pastor und Autor
- Heise, Heinz (1902–1974), deutscher VerlegerHeinz Heise (1902–1974)

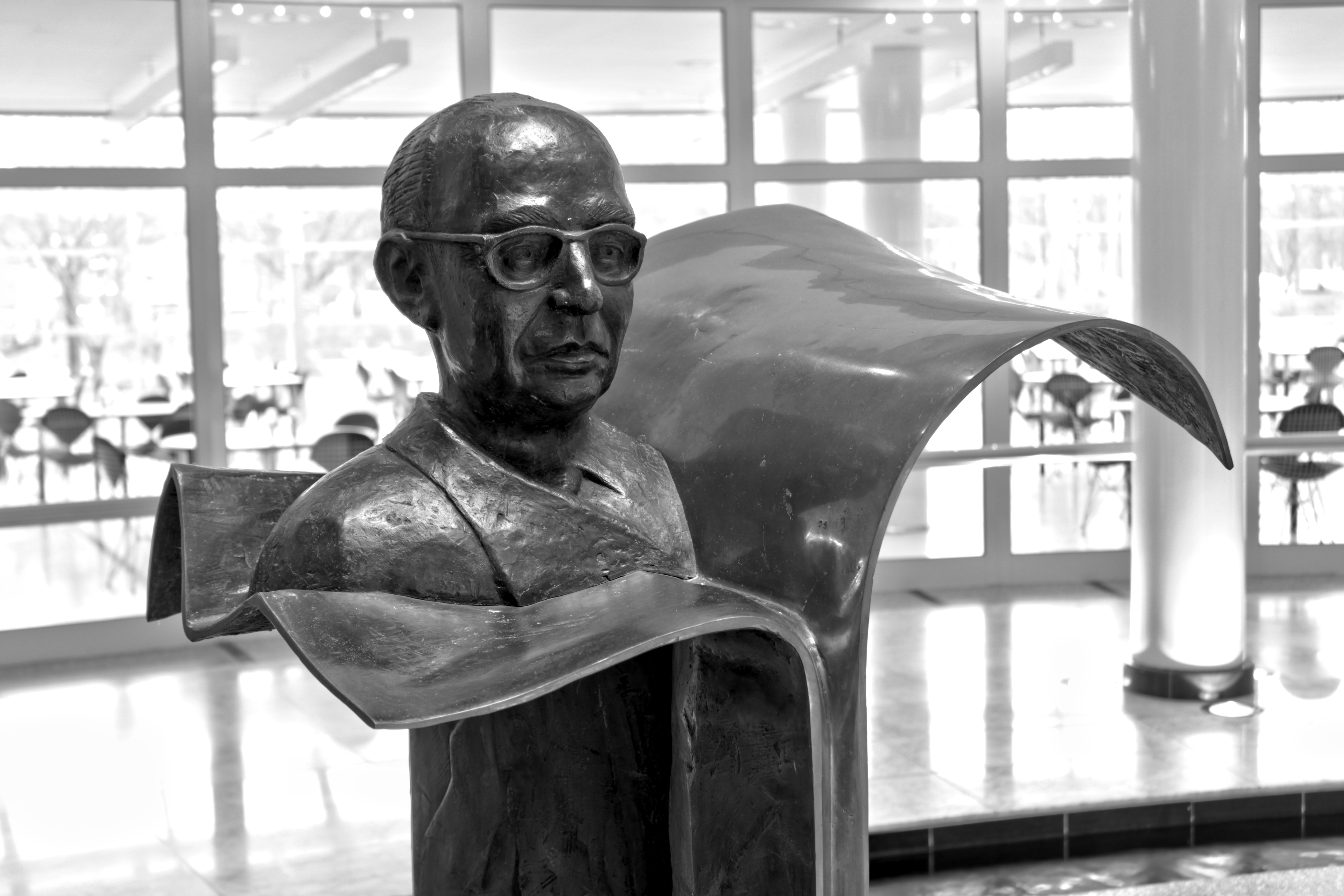
Heinz Heise (1902–1974)

- Heise, Henning (* 1967), deutscher Hotelier und Koch in Konstanz
- Heise, Henrike (* 1971), deutsche Chemikerin
- Heise, Hildegard (1897–1979), deutsche Fotografin der Neuen Sachlichkeit
- Heise, Horst-Wolfgang (1917–2008), deutscher Apotheker und Sanitätsoffizier
- Heise, Irene (* 1956), österreichische Religionspädagogin und Autorin
- Heise, Jens (* 1949), deutscher Philosophiehistoriker und Japanologe
- Heise, Joachim (* 1946), deutscher Historiker
- Heise, Johann Arnold (1747–1834), Bürgermeister Hamburgs
- Heise, Johann Christoph Friedrich (1718–1804), deutscher Jurist und Schriftsteller
- Heise, Josef (* 1885), deutscher Bildhauer und Medailleur in Weimar
- Heise, Karl (1872–1939), deutscher Autor esoterischer Werke
- Heise, Karl-Heinrich (1903–1962), deutscher Politiker (DP/CDU) und Abgeordneter des Niedersächsischen Landtages
- Heise, Katharina (1891–1964), deutsche Malerin und Bildhauerin
- Heise, Lisa (1893–1969), deutsche Schriftstellerin
- Heise, Lisel (1919–2022), deutsche Kommunalpolitikerin (Wir für KiBo)
- Heise, Ludwig (1815–1882), deutscher Verwaltungs- und Ministerialbeamter, Parlamentarier und Unternehmer
- Heise, Manfred (* 1940), deutscher Politiker (CDU), MdV, MdB
- Heise, Manka (* 1977), deutsche Investigativ-Journalistin
- Heise, Mathias (* 1993), dänischer Jazzmusiker (Mundharmonika, Keyboard, Komposition)
- Heise, Matthias (* 1962), deutscher Autor und Filmemacher
- Heise, Michael (* 1940), deutscher Dirigent, Pianist, Musikwissenschaftler und Musikpädagoge
- Heise, Michael (* 1956), deutscher Ökonom
- Heise, Peter (1830–1879), dänischer Komponist
- Heise, Philip (* 1991), deutscher FußballspielerPhilip Heise (* 1991)

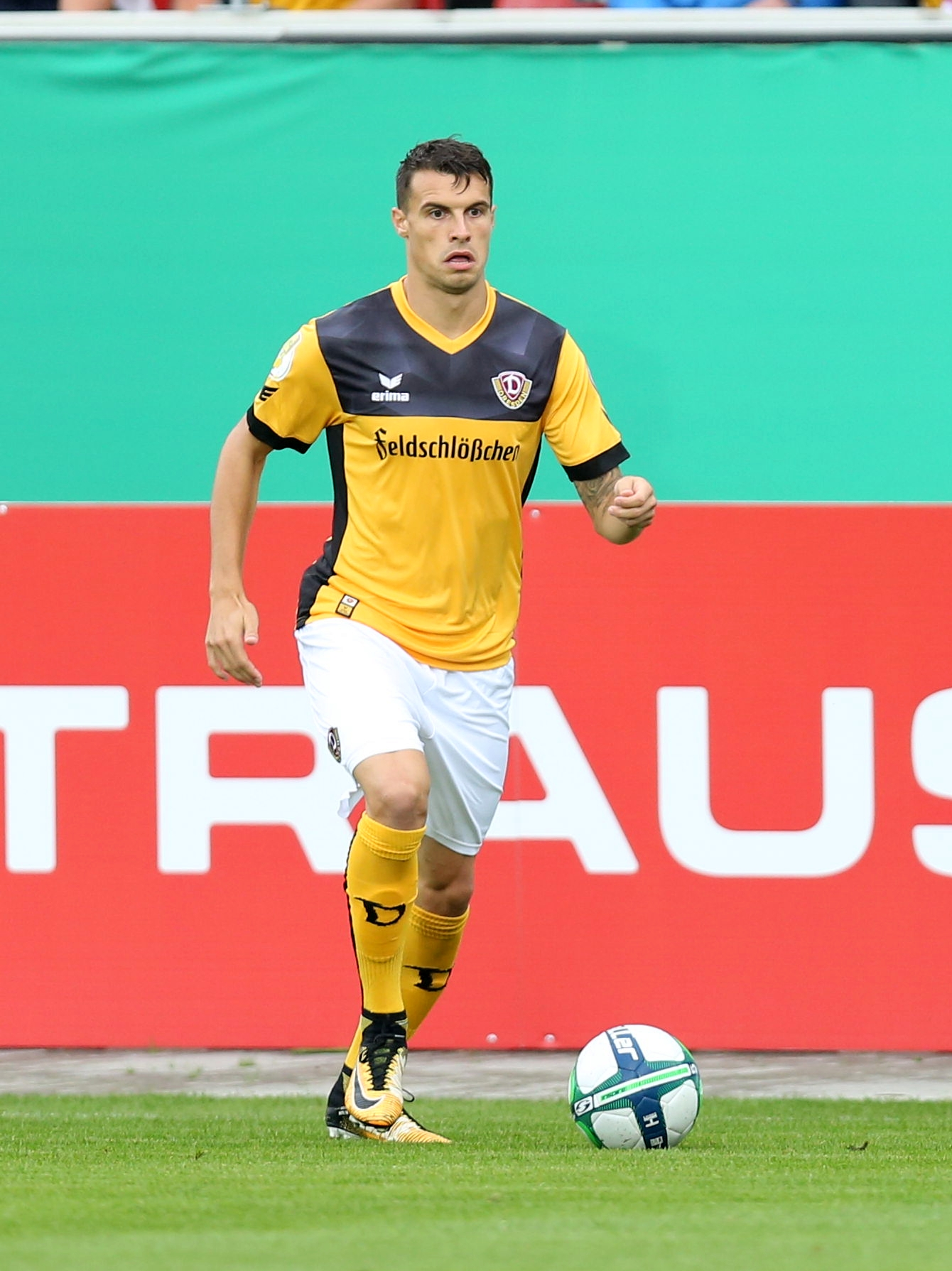
Philip Heise (* 1991)

- Heise, Priscilla (* 1990), französische Tennisspielerin
- Heise, Reiner (* 1956), deutscher Schauspieler
- Heise, Rudolf (1915–2002), deutscher Politiker (FDP), MdBB
- Heise, Ruth (* 1921), deutsche Physikerin
- Heise, Sieghard (* 1954), deutscher Fußballspieler
- Heise, Silke (* 1969), deutsche Schauspielerin
- Heise, Stephan (1883–1945), deutscher Journalist, Redakteur der Frankfurter Volksstimme
- Heise, Taylor (* 2000), US-amerikanische Eishockeyspielerin
- Heise, Thomas (* 1953), deutscher Psychiater und Sinologe
- Heise, Thomas (1955–2024), deutscher Regisseur und Dokumentarfilmer
- Heise, Thomas (* 1959), deutscher Journalist und Buchautor
- Heise, Thorsten (* 1969), deutscher militanter Neonazi, Aktivist der Freien Kameradschaftsszene und Mitglied im Bundesvorstand der NPDThorsten Heise (* 1969)

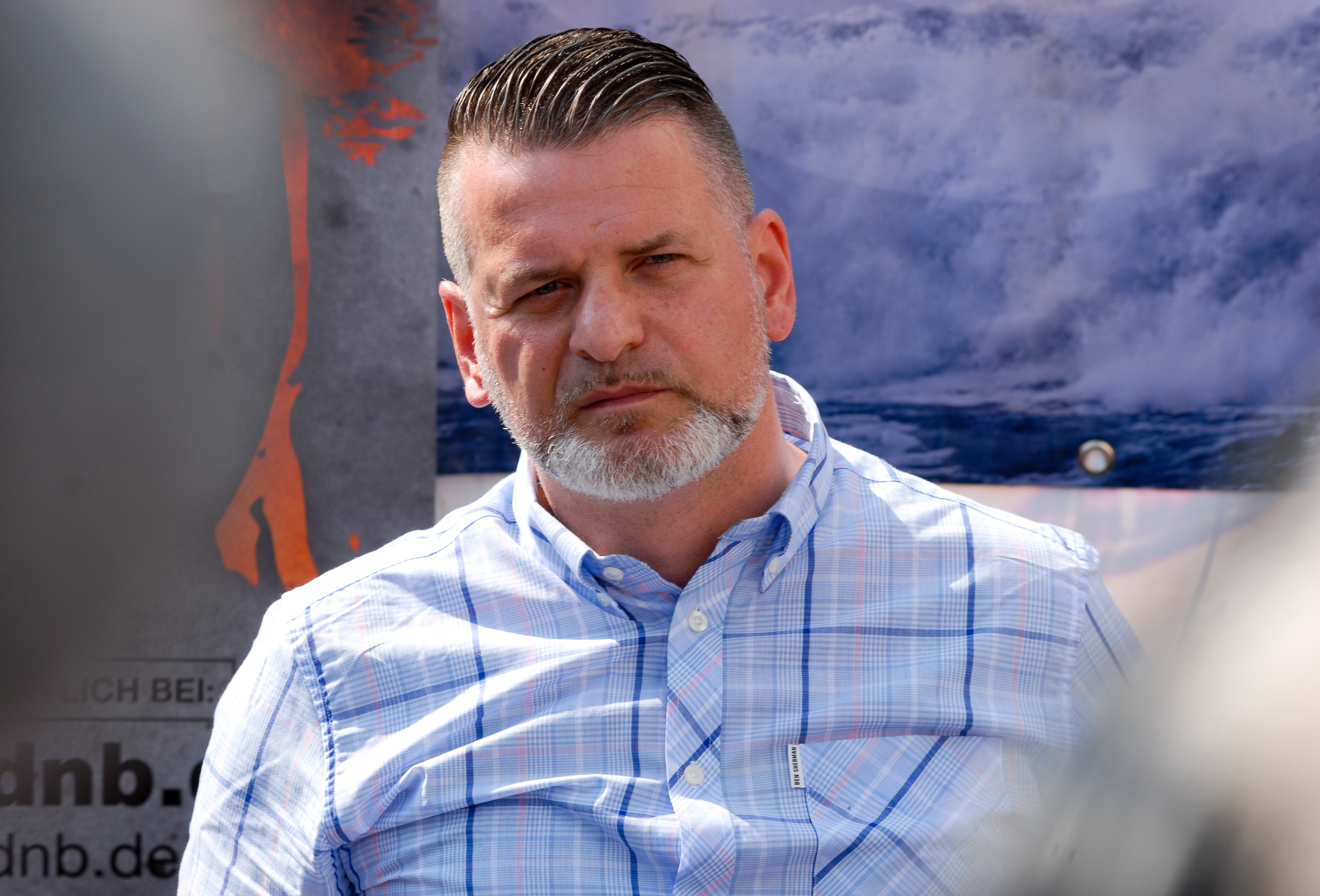
Thorsten Heise (* 1969)

- Heise, Ulla (* 1946), deutsche Autorin, Publizistin, Lektorin
- Heise, Ursula (* 1960), deutsche Literaturwissenschaftlerin
- Heise, Volker (* 1961), deutscher Fernsehregisseur und -produzent
- Heise, Walter (1899–1945), Widerstandskämpfer gegen das NS-Regime
- Heise, Walter (1931–2017), deutscher Musikpädagoge und -wissenschaftler
- Heise, Werner (1944–2013), deutscher Mathematiker
- Heise, Wilhelm (1846–1895), deutscher Ingenieur
- Heise, Wilhelm (1892–1965), deutscher Künstler und Hochschullehrer
- Heise, Wilhelm (1897–1949), deutscher Literaturwissenschaftler und Pädagoge
- Heise, William (1847–1910), US-amerikanischer Kameramann und Filmregisseur
- Heise, Wolfgang (1925–1987), deutscher Philosoph
- Heise-Batt, Christa (* 1937), deutsche Fremdsprachenkorrespondentin, niederdeutsche Autorin und Theaterschauspielerin
- Heisel, Hans (1922–2012), deutscher Marinefernobermaat, Widerstandskämpfer der Résistance und Vizepräsident der CALPO
- Heiselberg, Frederik (* 2003), dänischer Fußballspieler
- Heiseler, Bernt von (1907–1969), deutscher Schriftsteller
- Heiseler, Henry von (1875–1928), deutscher Schriftsteller, Dramatiker und Übersetzer
- Heiseler, Lisa (* 1998), deutsche Fußballspielerin
- Heiseler, Till Nikolaus von (* 1962), deutscher Autor, Performer und Theoretiker
- Heisen, Friedrich (1804–1869), Jurist und Abgeordneter
- Heisen, Karin (* 1998), deutsche Fußballspielerin
- Heisen, Vivian (* 1993), deutsche Tennisspielerin
- Heisenberg, August (1869–1930), deutscher Byzantinist
- Heisenberg, Benjamin (* 1974), deutscher Regisseur, Autor und bildender Künstler
- Heisenberg, Carl-Philipp (* 1968), deutscher Entwicklungsbiologe
- Heisenberg, Jochen (* 1939), deutscher Kernphysiker
- Heisenberg, Lavinia (* 1983), deutsche Physikerin und Hochschullehrerin
- Heisenberg, Martin (* 1940), deutscher Neurobiologe und Genetiker
- Heisenberg, Werner (1901–1976), deutscher Physiker und NobelpreisträgerWerner Heisenberg (1901–1976)

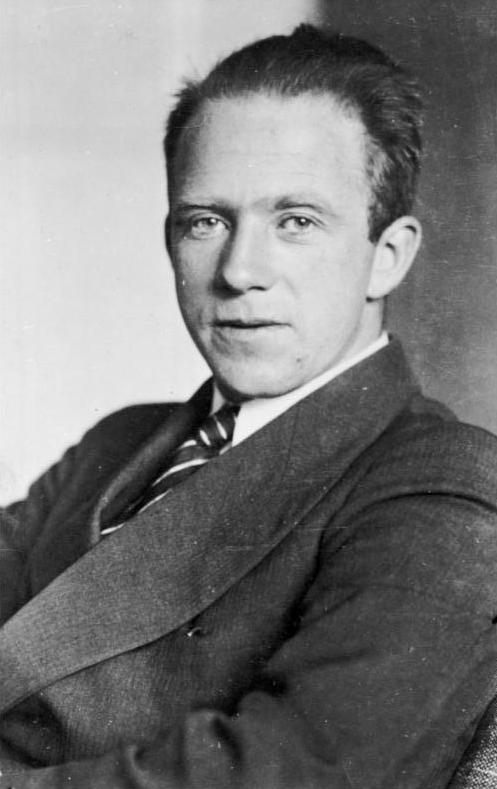
Werner Heisenberg (1901–1976)

- Heiser, Albert (* 1961), deutscher Autor, Kreativdirektor, Werbetexter und Trainer
- Heiser, Andreas (* 1971), deutscher Theologe
- Heiser, Basil (1909–2009), US-amerikanischer Priester, Generalminister der Minoriten
- Heiser, Charles Bixler (1920–2010), US-amerikanischer Botaniker
- Heiser, Fred (1938–2019), deutscher Fußballspieler
- Heiser, Heinrich (1883–1962), deutscher Wasserbauingenieur
- Heiser, Irmlind (1940–2024), deutsche Politikerin (CDU), MdL
- Heiser, Johann (1870–1933), tschechoslowakischer Politiker
- Heiser, Lothar (1934–2022), deutscher Ostkirchenkundler, römisch-katholischer Priester und Gymnasiallehrer
- Heiser, Max (1879–1921), deutscher Trainer
- Heiser, Rolland V. (1925–2016), US-amerikanischer Offizier, Generalleutnant der US-Army
- Heiser, Sebastian (* 1979), deutscher Journalist
- Heiserer, Joseph (1794–1858), Stadtschreiber in Wasserburg am Inn

### Heisi
- Heisig, Bernhard (1925–2011), deutscher MalerBernhard Heisig (1925–2011)

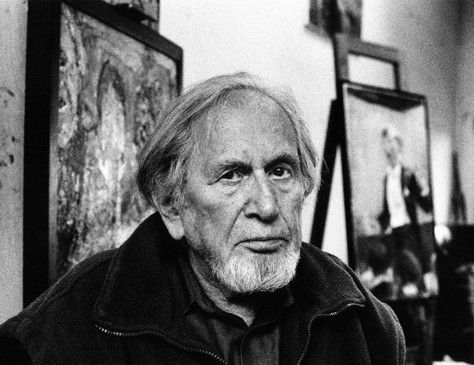
Bernhard Heisig (1925–2011)

- Heisig, Branjo (1969–1997), slowakischer Eishockeyspieler
- Heisig, Diether (* 1938), deutscher Architekt und Bildhauer
- Heisig, Helmut (1902–1954), deutscher Kriminalbeamter
- Heisig, Jochen (* 1965), deutscher Fußballspieler
- Heisig, Johannes (* 1953), deutscher Maler und GrafikerJohannes Heisig (* 1953)

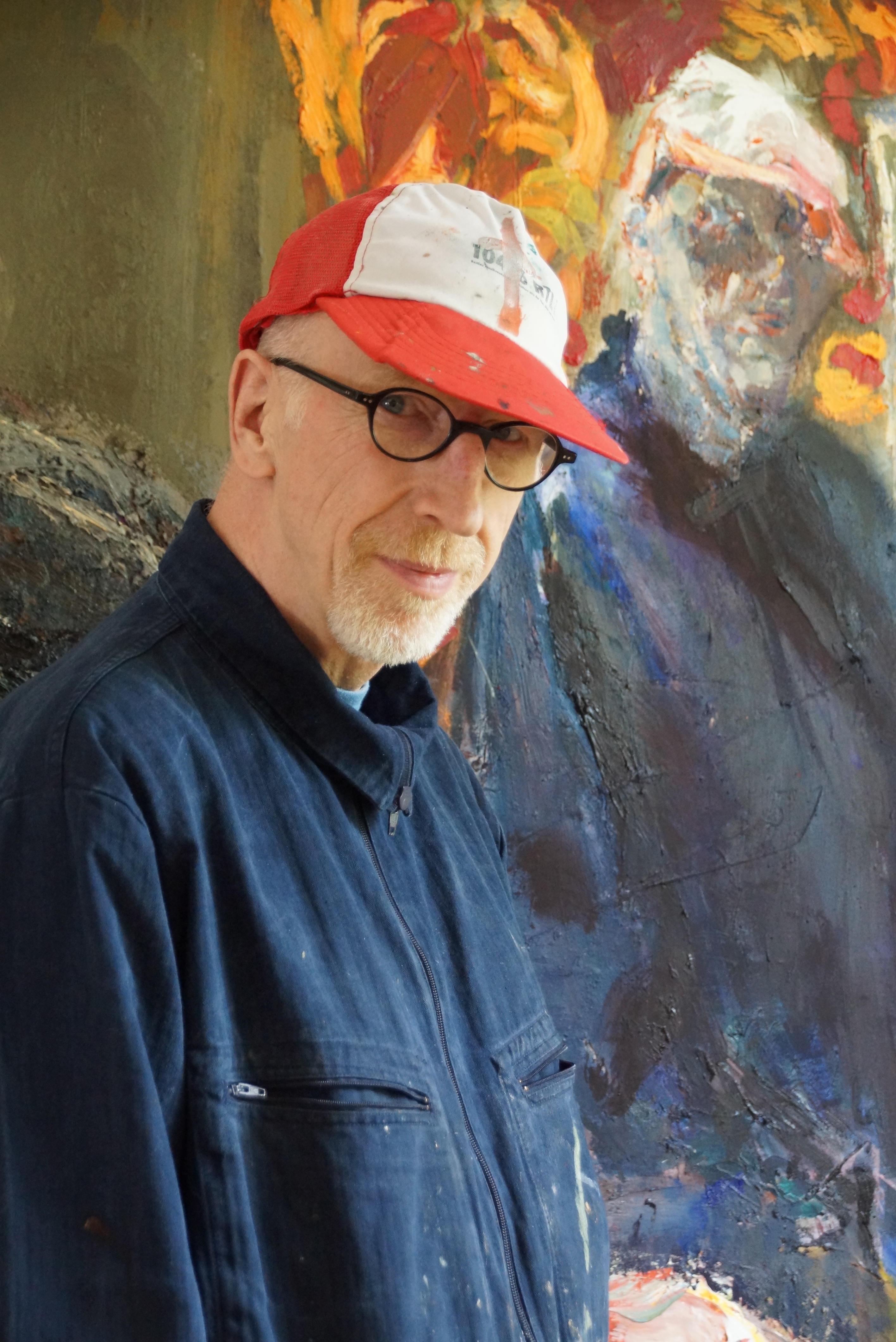
Johannes Heisig (* 1953)

- Heisig, Karl (1902–1982), deutscher Romanist, Bibliothekar und Hochschullehrer
- Heisig, Kirsten (1961–2010), deutsche Jugendrichterin und Autorin
- Heisig, Marie (1892–1972), deutsche Arbeiterin, Kommunistin, Gewerkschafterin und Widerstandskämpferin gegen den Nationalsozialismus
- Heisig, René (* 1960), deutscher Filmregisseur
- Heisig, Walter (1909–1984), deutscher Grafiker
- Heisig, Wolfgang (* 1952), deutscher Pianist und Komponist
- Heising, Albert (1857–1929), deutscher Verwaltungsjurist und Landrat
- Heising, Alexander (* 1967), deutscher Provinzialrömischer Archäologe
- Heising, Bernhard (1865–1903), deutscher Bildhauer
- Heising, Ferdinand (1859–1914), deutscher Landrat
- Heising, Günther (1919–1988), deutscher Schauspieler
- Heising, Heinrich (1885–1962), deutscher Verwaltungsjurist und Finanzgerichtspräsident
- Heising, Johannes (1927–2010), deutscher Benediktinermönch und zweiter Abt der Abtei Michaelsberg
- Heising, Ludwig Ferdinand Friedrich von (1738–1809), preußischer Generalleutnant, Chef des Kürassierregiments Nr. 8
- Heising, Ulrich (1941–2013), deutscher Regisseur
- Heisius, Daniel Gerhard (1675–1747), deutscher Theologe

### Heisk
- Heiskanen, Aki (* 1978), finnischer Poolbillardspieler
- Heiskanen, Ilkka (* 1962), finnischer Schauspieler
- Heiskanen, Jere (* 2000), finnischer Volleyballspieler
- Heiskanen, Kaarlo (1894–1962), finnischer General der Infanterie, Oberkommandierender der Verteidigungskräfte (1953–1959)
- Heiskanen, Kari (* 1955), finnischer Schauspieler
- Heiskanen, Maria (* 1970), finnische Schauspielerin
- Heiskanen, Miro (* 1999), finnischer Eishockeyspieler
- Heiskanen, Sami (* 1991), finnischer Skispringer
- Heiskanen, Veikko (1895–1971), skandinavischer Geodät
- Heiskel, Birgitta (* 1962), deutsche Grafikerin
- Heiskell, John Netherland (1872–1972), US-amerikanischer Politiker (Demokratische Partei)
- Heiskell, Joseph Brown (1823–1913), US-amerikanischer Jurist und Politiker

### Heisl
- Heisl, Heinz D. (* 1952), österreichischer Autor und Musiker
- Heisl, Josef (* 1982), deutscher Politiker (CSU), MdL Bayern
- Heisler, Alexander (* 1949), deutscher Konzertveranstalter und ArztAlexander Heisler (* 1949)

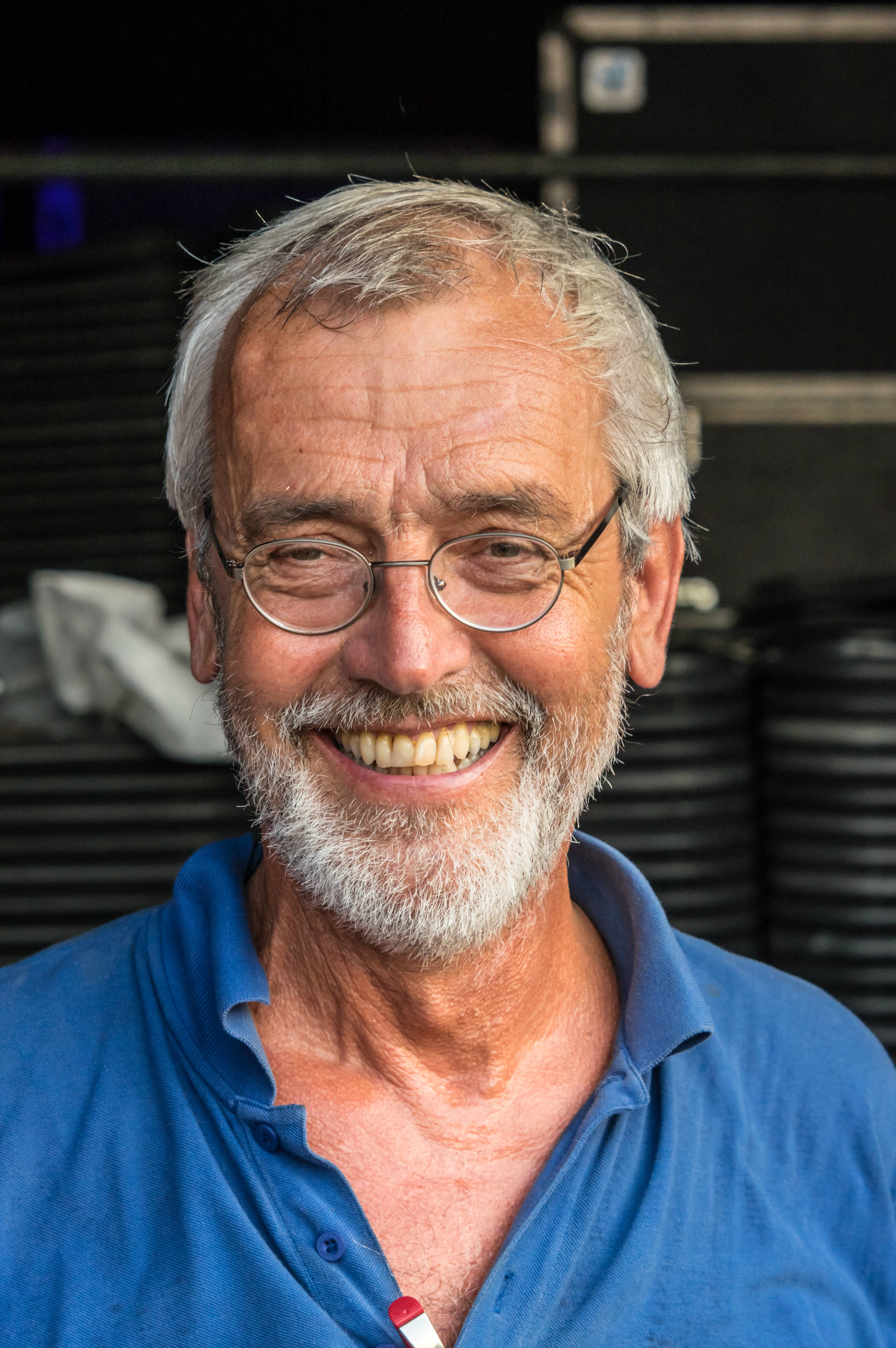
Alexander Heisler (* 1949)

- Heisler, August (1881–1953), deutscher Landarzt
- Heisler, Charlene (1961–1999), kanadische Astronomin
- Heisler, Elfriede (1885–1919), deutsche Schauspielerin der Stummfilmzeit
- Heisler, Frederik (* 1988), deutscher Musiker (Schlagzeug)
- Heisler, Gerhard (* 1941), deutscher Fotograf
- Heisler, Gregory (* 1954), amerikanischer Fotograf
- Heisler, Jindřich (1914–1953), tschechischer Autor und Maler des Surrealismus
- Heisler, Josef (1911–1982), tschechoslowakischer und englischer Autor
- Heisler, Martin (* 1977), deutscher Filmproduzent
- Heisler, Philipp Jakob (1718–1781), deutscher Rechtswissenschaftler
- Heisler, Stuart (1894–1979), US-amerikanischer Filmregisseur

### Heiss
- Heiß, Adolf (1882–1945), deutscher Offizier und Führer des Wehrverbandes Reichsflagge
- Heiß, Alfons (1897–1979), deutscher Politiker, Oberbürgermeister von Regensburg
- Heiß, Alfred (* 1940), deutscher Fußballspieler
- Heiß, Alfred Andreas (1904–1940), deutscher Gegner des NS-Regimes, NS-Opfer
- Heiss, Alois (1895–1970), deutscher Maler und Grafiker
- Heiß, Andreas (* 1983), österreichischer Fußballschiedsrichter
- Heiss, Anita (* 1968), australische Schriftstellerin und Aktivistin der Aborigines
- Heiss, Carol (* 1940), US-amerikanische Eiskunstläuferin
- Heiß, Christian (* 1967), deutscher Kirchenmusiker und Komponist
- Heiß, Christian (* 1970), deutscher Mediziner
- Heiss, Egon (* 1975), italienischer Sternekoch
- Heiß, Elias Christoph (1660–1731), deutscher Kupferstecher
- Heiß, Elisabeth (* 1978), österreichische Politikerin (FPÖ), Mitglied des Nationalrats
- Heiss, Ernst (* 1936), österreichischer Architekt und Insektenforscher
- Heiss, Friedrich (1897–1970), österreichischer völkisch-nationalistischer Publizist und Funktionär
- Heiss, Fritz (1921–2008), österreichischer Industrieller
- Heiß, Frohwalt (1901–1988), deutscher Chirurg sowie Sportmediziner
- Heiß, Günter (* 1952), deutscher Verwaltungsjurist, Geheimdienstkoordinator im Bundeskanzleramt
- Heiss, Gustave (1904–1982), US-amerikanischer Degenfechter
- Heiß, Hanns (1877–1935), deutscher Romanist und Literaturwissenschaftler
- Heiß, Hans (1951–2018), deutscher Richter, Rechtsanwalt und Autor
- Heiss, Hans (* 1952), italienischer Historiker und Politiker (Südtirol)
- Heiß, Hans-Ulrich (* 1953), deutscher Informatiker und Hochschullehrer
- Heiss, Helmut (* 1963), österreichischer Rechtswissenschaftler
- Heiß, Henning (* 1958), deutscher Kommunalpolitiker (SPD)
- Heiß, Hermann (1897–1966), deutscher Komponist
- Heiss, Hubert (* 1955), österreichischer Botschafter
- Heiss, Johann (1640–1704), süddeutscher Barockmaler
- Heiß, Joseph (* 1963), deutscher Eishockeytorwart
- Heiss, Klaus Peter (1941–2010), österreichischer Weltraumwissenschaftler, NASA-Raumfahrtexperte und US-Regierungsberater
- Heiß, Kristin (* 1983), deutsche Politikerin (Die Linke), MdL
- Heiß, Kurt (1909–1976), deutscher kommunistischer Funktionär und Journalist
- Heiss, Lisa (1897–1981), deutsche Schriftstellerin
- Heiß, Margarete (* 1953), deutsche Lyrikerin
- Heiß, Marianne (* 1972), österreichische Managerin, AutorinMarianne Heiß (* 1972)

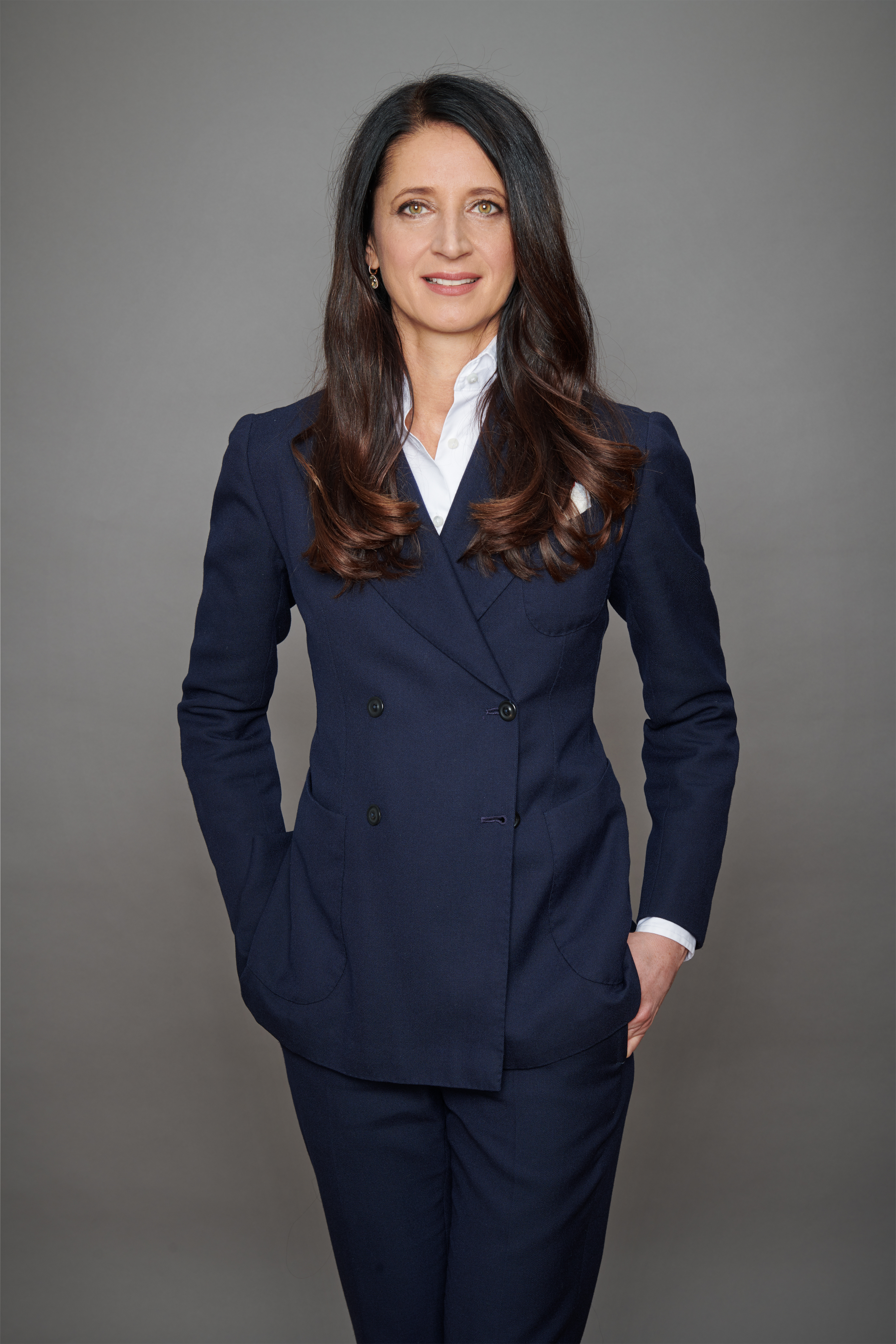
Marianne Heiß (* 1972)

- Heiss, Markus Maria (* 1956), deutscher Viszeral- und Gefäßchirurg
- Heiß, Michael (1818–1890), deutsch-US-amerikanischer Geistlicher, römisch-katholischer Erzbischof von Milwaukee
- Heiss, Nikolaus (* 1943), deutscher Architekt und Denkmalpfleger
- Heiß, Otto (* 1939), deutscher Kommunalpolitiker und Vereinsfunktionär
- Heiß, Regina (* 1960), österreichische Landwirtin und Politikerin (ÖVP), Abgeordnete zum Nationalrat
- Heiß, Robert (1903–1974), deutscher Philosoph und Psychologe
- Heiss, Rudolf (1903–2009), deutscher Ingenieur, Pionier der Lebensmitteltechnologie und der Wissenschaft der Lebensmittelverpackung
- Heiß, Sebastian (1571–1614), deutscher Jesuit und Kontroversist
- Heiss, Sonja (* 1976), deutsche Filmregisseurin und Autorin
- Heiß, Stella (* 1993), deutsche Curlerin
- Heiss, Walther (* 1932), deutscher Kinderchirurg und medizinischer Wissenschaftler
- Heiss, Wolf-Dieter (* 1939), österreichischer Arzt für Neurologie
- Heiße, Eberhard (* 1933), deutscher Jugendevangelist, Mitarbeiter der evangelischen Jugendarbeit und Autor
- Heißel, Werner (1908–1994), österreichischer Geologe
- Heißen, Alexander von (* 1995), deutscher Cembalist
- Heißenberger, Wilhelm (* 1955), österreichischer Politiker (ÖVP), Landtagsabgeordneter
- Heißenbüttel, Helmut (1921–1996), deutscher Schriftsteller, Kritiker und Essayist
- Heißenhuber, Alois (* 1948), deutscher Agrarökonom
- Heißerer, Dirk (* 1957), deutscher Literaturwissenschaftler und Autor
- Heisserer, Eric (* 1970), US-amerikanischer Drehbuchautor, Filmproduzent und Filmregisseur
- Heisserer, Oscar (1914–2004), französischer Fußballspieler und -trainer
- Heissig, David (* 1989), österreichischer Schauspieler
- Heißig, Kurt (* 1941), deutscher Geologe und Paläontologe
- Heissig, Ulrich Michael (* 1965), deutscher Kabarettist, Autor und SchauspielerUlrich Michael Heissig (* 1965)

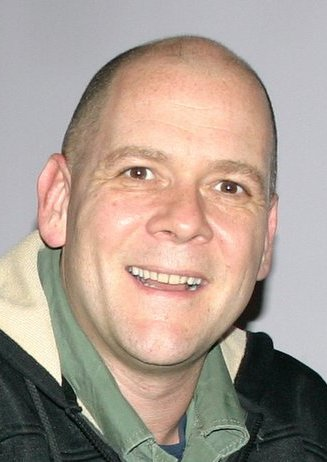
Ulrich Michael Heissig (* 1965)

- Heissig, Walther (1913–2005), österreichischer Mongolist und Zentralasienkundler
- Heißler von Heitersheim, Donat Johann (1648–1696), österreichischer Feldmarschall
- Heissler, Carl (1823–1878), österreichischer Geiger und Bratschist
- Heissler, Déborah (* 1976), französische Schriftstellerin
- Heissler, Franz (1868–1945), österreichischer Bergingenieur und Politiker
- Heißler, Rolf (1948–2023), deutscher Terrorist der Roten Armee Fraktion
- Heißler, Viktor (1901–1966), deutscher Ingenieur und Hochschullehrer
- Heißler, Wolfgang (* 1948), österreichischer Dirigent, Musikpädagoge und Komponist
- Heißmann, Volker (* 1969), deutscher Komödiant, Schauspieler und Theaterdirektor
- Heißmeyer, August (1897–1979), deutscher Politiker (NSDAP), MdR, SS-Obergruppenführer und General der Waffen-SS
- Heißmeyer, Kurt (1905–1967), deutscher Mediziner, Arzt im Konzentrationslager Neuengamme
- Heißner, Philipp (* 1988), deutscher Politiker (CDU), MdHB
- Heißwolf, Leonhard (1880–1957), deutscher Politiker (SPD), MdL

### Heist
- Heist, Hans-Joachim (* 1949), deutscher Schauspieler, Regisseur und ParodistHans-Joachim Heist (* 1949)

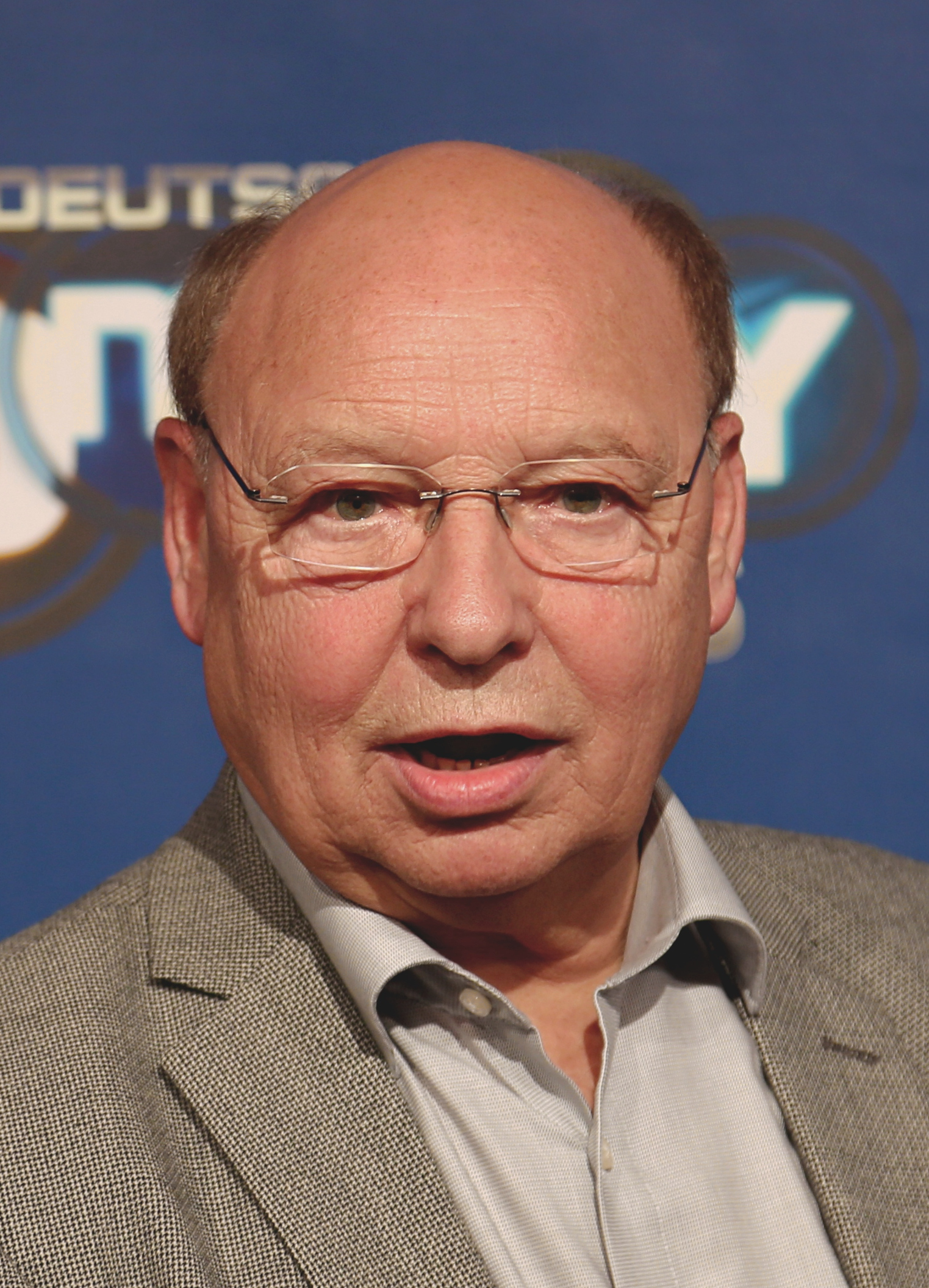
Hans-Joachim Heist (* 1949)

- Heist, Michael (* 1965), deutscher Leichtathlet
- Heistand, Richard (* 1983), US-amerikanischer Autorennfahrer
- Heister, Beate (* 1951), deutsche Unternehmenserbin und Miteigentümerin des Unternehmens Aldi Süd
- Heister, Bruno von (1836–1886), deutscher Rittergutsbesitzer und Parlamentarier
- Heister, Danny (* 1971), niederländischer Tischtennisspieler und -trainer
- Heister, Elias Friedrich (1715–1740), deutscher Mediziner
- Heister, Florian (* 1997), deutscher Fußballspieler
- Heister, Hanns-Werner (* 1946), deutscher Musikwissenschaftler
- Heister, Hans Siebert von (1888–1967), deutscher Maler des Expressionismus und Rundfunkpionier
- Heister, Ingeborg von (1925–2002), deutsche Einhandseglerin
- Heister, Johann Albert von (1676–1746), österreich-ungarischer Feldmarschalleutnant, Geheimer Hofkriegsrat, Kommandant von Grätz sowie Oberst eines Infanterie-Regiments
- Heister, Johann Joseph (1803–1874), deutscher Jurist und Politiker
- Heister, Karl von (1799–1878), preußischer Generalmajor und Kommandeur der 5. Infanterie-Brigade
- Heister, Leopold Karl Eduard Adolf von (1801–1863), preußischer Generalmajor und zuletzt Kommandant der Festung Posen
- Heister, Levin von (1757–1816), preußischer Generalleutnant
- Heister, Lorenz (1683–1758), deutscher Anatom, Chirurg und Botaniker
- Heister, Marcel (* 1992), deutscher FußballspielerMarcel Heister (* 1992)

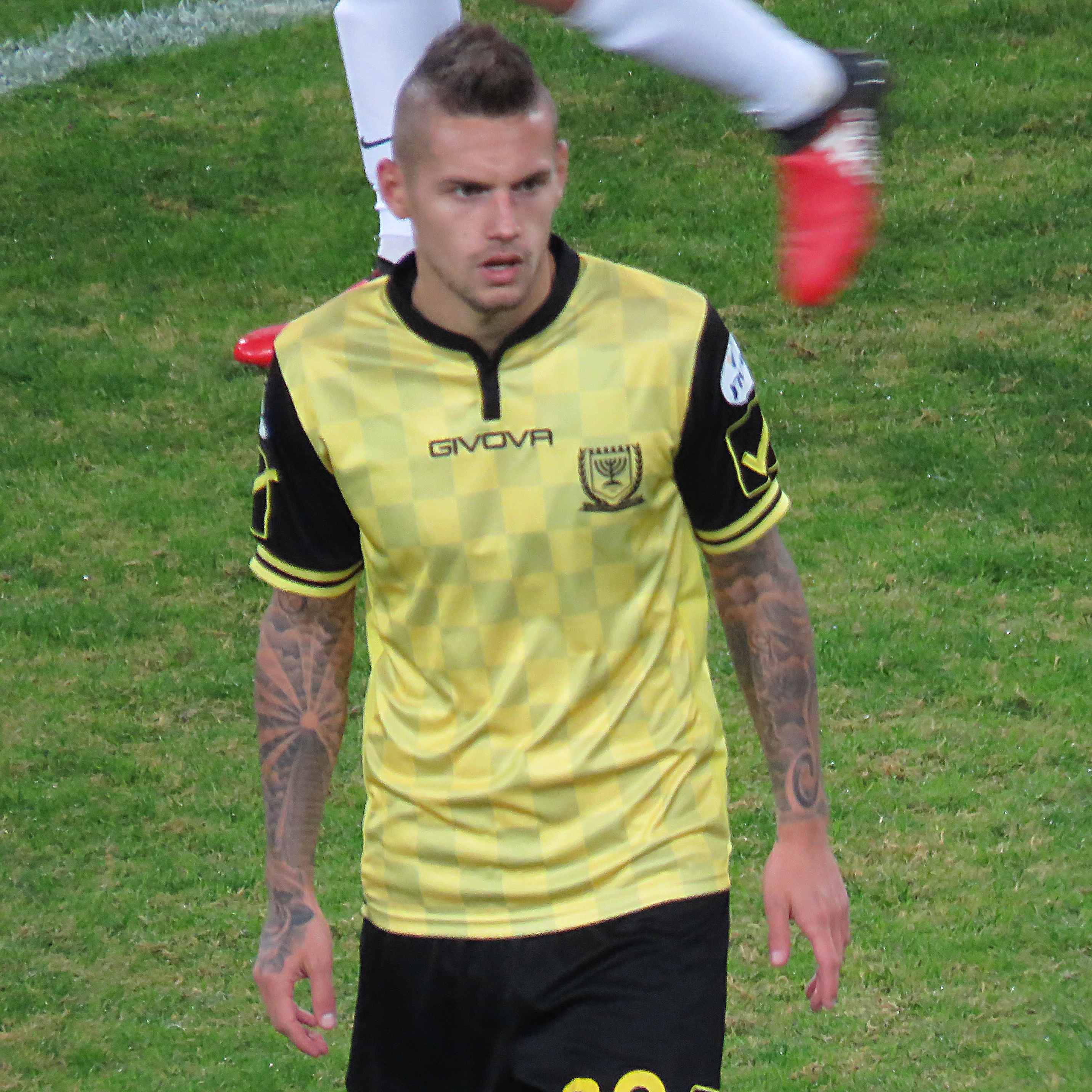
Marcel Heister (* 1992)

- Heister, Philipp von (1716–1777), landgräflich hessen-kasselscher Generalleutnant, Kommandeur der hessischen Truppen in Amerika
- Heister, Sigbert (1646–1718), österreichischer Feldherr
- Heister, Werner (* 1961), deutscher Hochschullehrer
- Heister, Wilhelm Leopold von (1795–1863), preußischer Generalmajor
- Heister-Neumann, Elisabeth (* 1955), deutsche Politikerin (CDU), MdL, Ministerin in Niedersachsen
- Heisterbergk, Bernhard (1841–1898), deutscher Althistoriker und Klassischer Philologe
- Heisterbergk, Franz (1799–1850), deutscher Jurist und Politiker, Mitglied der Frankfurter Nationalversammlung, MdL (Königreich Sachsen)
- Heisterhagen, Nils (* 1988), deutscher Autor und Journalist
- Heisterkamp, Alexander (* 1972), deutscher Physiker
- Heisterkamp, Jens (* 1958), deutscher Autor und Anthroposoph
- Heisterkamp, Norbert (* 1962), deutscher SchauspielerNorbert Heisterkamp (* 1962)

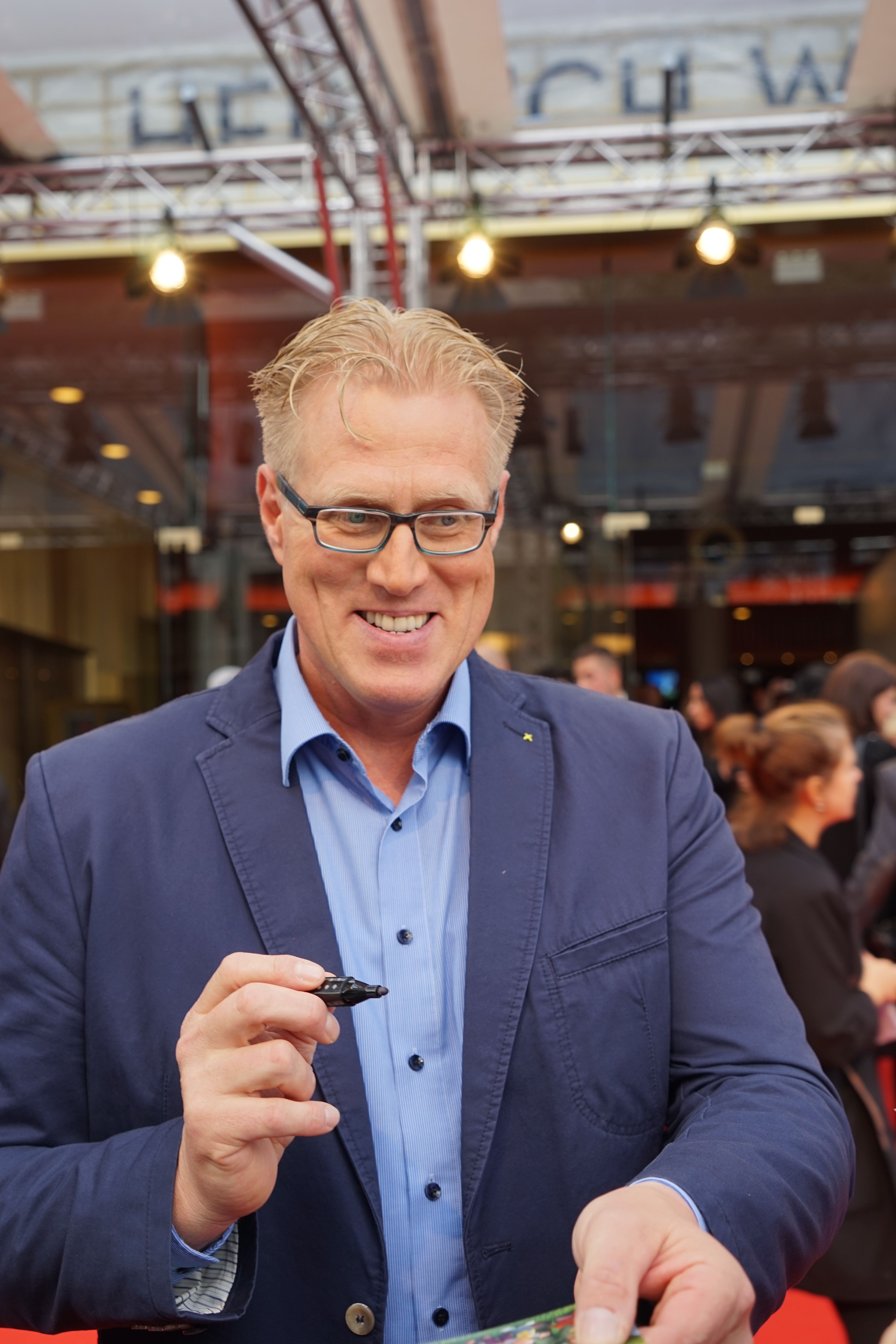
Norbert Heisterkamp (* 1962)

- Heisterman von Ziehlberg, August (1833–1901), deutscher Domänenrat, Autor und Politiker, MdL Anhalt
- Heisterman von Ziehlberg, Gustav (1898–1945), deutscher Generalleutnant und Opfer der NS-Militärjustiz
- Heistermann, Antonius († 1568), deutscher Rechtswissenschaftler, Richter und Hochschullehrer
- Heistermann, Dieter (1936–2010), deutscher Politiker (SPD), MdB
- Heistermann, Karl Heinz (* 1961), deutscher Boxer
- Heistermann, Raban († 1668), deutscher römisch-katholischer Geistlicher und Gesandter bei den Westfälischen Friedensverhandlungen
- Heistermann, Walter (1912–1998), deutscher Philosoph
- Heistinger, Andrea (* 1974), österreichische Gartenbuchautorin und Organisationsberaterin

### Heisz
- Heiszenberger, Andreas (* 1969), deutscher Maler und Musiker